# Мойсес-Віль
Мойсес-Віль (їд. מאָזעסוויל, ісп. Moisés Ville) — невелике містечко-комуна в аргентинській провінції Санта-Фе, засноване 23 жовтня 1889 року східноєвропейськими та українськими євреями, які рятувалися від погромів і переслідувань. Первісна назва міста була Кір'ят-Моше («Місто Мойсея» на івриті) на честь барона Моріса Моше Гірша, але земельний агент, який зареєстрував поселення, переклав її на французький манер якMoïsesville, яка згодом була іспанізована до нинішнього Moisés Ville. Місто розташоване за 177 км від столиці провінції, в департаменті Сан-Крістобаль і 616 км від Буенос-Айреса. У ньому проживало 2425 жителів на 2010 р.

## Історія

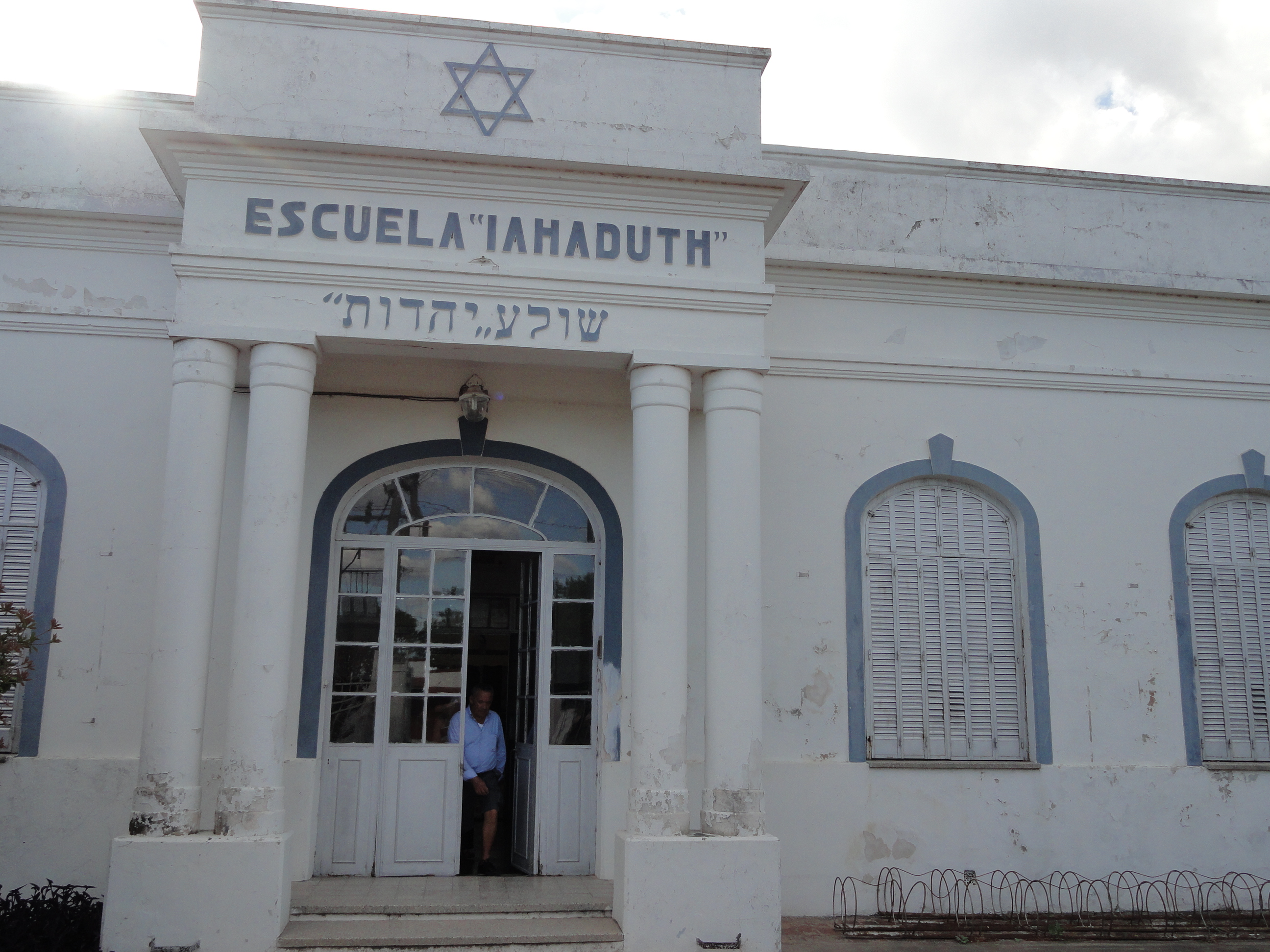
Єврейська школа Iahaduth у Мойсес-Вілі

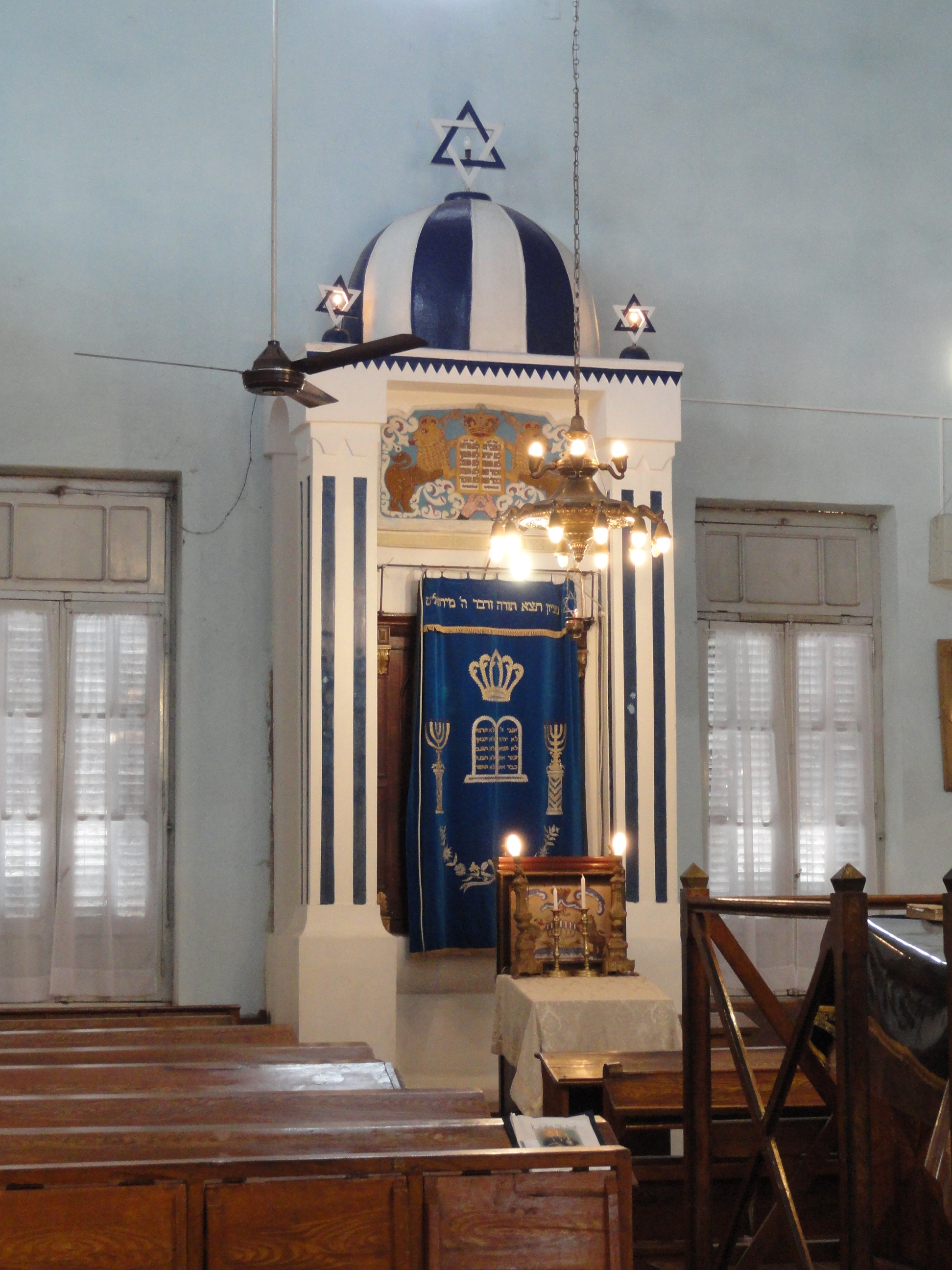
Вигляд інтер'єру синагоги барона Гірша в Мойсес-Вілі.

Мойсес-Віль був заснований групою українських єврейських іммігрантів, які прибули в серпні 1889 року на борту SS Weser із Кам'янець-Подільського, Україна. Мойсес-Віль вважається першою землеробською єврейською колонією в Південній Америці, випередивши на кілька місяців меншу групу з Бессарабії, яка заснувала сусіднє поселення під назвою Моніготес.
Усе почалося одного дня у 1887 році, коли лідери єврейських громад Поділля та Бессарабії зустрілися в Катовіце (Сілезія, Польща), щоб шукати розв'язання своїх проблем. Вони вирішили, що еміграція до Палестини є виходом, і обрали делегата, Елізера Кауфмана, щоб той поїхав до Парижа та зустрівся там із відомим єврейським філантропом, бароном Едмондом Джеймсом де Ротшильдом, попросивши його про підтримку.
Існує дві версії щодо того, що сталося далі: одні кажуть, що переговори з бароном провалилися, а інші вважають, що Кауфман не зміг з ним зустрітися. Боячись повернутися з порожніми руками та дізнавшись, що існує офіційне бюро інформації Аргентинської Республіки, Кауфман вирішив зустрітися з Дж. Б. Франком, відповідальним офіцером, і дізнався, що джентльмен на ім'я Рафаель Ернандес зацікавлений у продажу землі європейським іммігрантам. Земля була в районі, відомому як Нуева-Плата, провінція Буенос-Айрес, поблизу міста Ла-Плата. Тут же було укладено контракт, і таким чином 820 осіб, яких представляв Кауфман, що складалися із 130 сімей (чисельність еквівалентна половині єврейського населення Аргентини на той час), почали свою подорож до Аргентини на борту SS Weser.
Вони прибули до Буенос-Айреса 14 серпня 1889 року і відразу ж дізналися, що землі, які вони придбали, недоступні. З моменту їх угоди ціна землі зросла більш ніж удвічі, через що недобросовісному Ернандесу було «незручно» виконувати контракт. Рабин Генрі Джозеф, лідер аргентинських євреїв, намагався врятувати ситуацію і організував для прибулих зустріч із Педро Паласіосом, адвокатом єврейської громади, який виявився власником величезних земель у провінції Санта-Фе, саме там, де будувалась нова залізнична лінія до Тукумана. Паласіос погодився продати пасажирам Weser частину землі, власником якою він був. Наприкінці серпня контракти були підписані, і іммігранти були в дорозі. На їхнє розчарування подорож була поганою, а місце, куди вони прибули, ще гіршим. Сім'ї розмістили у вантажних вагонах, припаркованих у сараї вздовж залізничної колії. Вони очікували, що їх переведуть на їхні поля, отримають сільськогосподарських тварин та сільськогосподарську техніку, матеріали (як це передбачено договором), але нічого з цього не відбулося. Залізничники розподіляли їжу серед голодних дітей, але незабаром епідемія тифу, посилена поганою гігієною, забрала життя 64 із них. За дуже короткий час було побудовано два кладовища, одне в Паласіосі, а інше в Моніготесі. Ті цвинтарі в околицях Мойсес-Віля започаткували основу єврейської громади та зв'язали єврейських іммігрантів із землею. Вони змушували сім'ї залишатися й не залишати місце спочинку покійників без нагляду.
Тим часом національна влада, дізнавшись про жалюгідні умови перебування іммігрантів, наказала провести розслідування Генеральному комісару з імміграції. На щастя для новоприбулих, Вільгельм Левенталь, румунський лікар із Берлінського університету, спеціаліст з бактеріології, якого аргентинський уряд найняв у Парижі для наукової місії, а також попросив A.I.U. стежити за іммігрантами з Везера, поїхав на станцію Паласіос, де був вражений жалюгідними умовами життя іммігрантів. Незважаючи на випробування та труднощі, поселенці все ще сподівалися стати фермерами. Він звітував перед міністром закордонних справ Естаніслао Себальйосом і одночасно зустрівся з Паласіосом, вимагаючи від нього виконання своїх зобов'язань. Повернувшись у Париж, Левенталь подав рабину Задоку Кану письмовий проект сільськогосподарської колонізації єврейських сімей в Аргентині шляхом створення Асоціації колонізаторів і виділення кожній сім'ї ферми від 50 до 100 гектарів, вартістю 2000 доларів США на сім'ю. Якби не мандрівники, покинуті на станції Паласіос, малоймовірно, що барон Гірш подумав би відправити більше євреїв до Аргентини або створити JCA. Але в результаті важких випробувань народився план барона Гірша 1891 року.
У рамках програми JCA ще одна група з 42 сімей з Гродненської губернії прибула до Мойсес-Віля між 1894 і 1895 роками. Колоністи оселилися в селах поблизу Мойсес-Віля, названих за кількістю будинків, які їх утворювали: «Чотири будинки», «Шість будинків», «Дванадцять будинків» і «Двадцять чотири будинки». У 1900 році колоністи звернулися до JCA з проханням розширити колонію та привезти нові групи з Гродно. Прохання було передано через колоніста Ное Кочіовича, який у 1900, 1901 та 1902 роках здійснив кілька поїздок до Росії та зібрав три групи загальною кількістю 104 родини, які відповідали вимогам JCA: у них уже були родичі в колонії, та вони платили за квитки самостійно. Групи оселилися в районі Вавельберга, на північ від Мойсес-Віля, який був названий на честь філантропа, що допоміг профінансувати подорож; у районі Вірхінія на сході та в Ла-Хуаніті на заході. У 1901 році прибула ще одна група з 31 родини, організована в Білостоці (теперішня Польща), на чолі з письменником і єврейським лідером Гдалією Бубликом. Територія, де оселилася ця група, відома як Лінія Білосток (Білостоцька лінія). Багато колоністів, які оселилися в Ла-Хуаніті та Білостоці, пізніше переїхали до міста Лас-Пальмерас. У той же час прибула група румунських сімей, відібраних JCA. Ця група оселилася в районі Задок-Кана, на захід від Мойсес-Віля. Його назвали на честь згаданого головного рабина Парижа. Більшість колоністів із цієї групи, що залишилися, також зрештою переїхали до Лас-Пальмерас. Доктор Гільєрмо Ловенталь почув, що планується перенести поселення у два нових місця в провінції Ентре-Ріос. Мешканці Мойсес-Віля відмовилися: вони не хотіли залишати місце, де будували вже третє кладовище для поховання першої жертви нападу гаучо. На зустрічі в синагозі вони вирішили залишитися і привезти в Мойсес-Віль дітей, яких вони поховали в Моніготесі і Паласіосі.
У 1903 році, незабаром після Кишинівського погрому, була організована додаткова група з Бессарабії. Ця група оселилася в районі Мучник, на північний захід від Мойсес-Віля, на Лінії Ортіса. А в 1905 році група з Херсонської губернії колонізувала місцевість Моніготес. Кілька років потому була колонізована зона Капівара, на північний схід від Мойсес-Віля. У 1930-х років почали прибувати німецькі євреї, переслідувані нацистами, хвилею, яка тривала до початку Другої світової війни. Після закінчення війни прибуло кілька сімей голландських і німецьких біженців, більшість із яких надіслала JCA.
Колоністи першої групи та деякі з другої оселилися в прилеглих районах міського центру, що зароджувався. Як розповів Ное Кочіович, у 1894 році цей центр мав три хиткі будівлі: синагогу, будинок адміністрації JCA та громадські лазні. Навколо них вздовж трьох вулиць розташувалися будинки колоністів. Ділянки були завширшки 100 метрів і завглибшки 1000 метрів. Мойсес-Віль став канонічним містом єврейських гаучо, які обробляли землю в Аргентині наприкінці 19-го та на початку 20-го століть.
Мойсес-Віль разом зі своїми сестринськими колоніями Маурісіо та Клара були головними зразками роботи Єврейське колонізаційне товариств барона Моріса де Гірша.

## Останні часи
Останнім часом Мойсес-Віль розпочав низку проектів розвитку, таких як відновлення покриття провінційного шосе 69S, яке з'єднує місто з національним шосе 34 (Росаріо-Сальвадор Мацца) через Паласіос, невелике село, розташоване приблизно за 16 кілометрів від поселення.
Місто часто відвідують туристи з інших частин Аргентини та заморських країн. Мойсес-Віль є одним із традиційних міст, включених до програми Pueblos Autenticos, започаткованої урядом Аргентини у 2017 році з метою сприяння туризму в сільській місцевості.
Мойсес-Віль, де міститься музей присвячений збереженню культурної спадщини, створеної єврейською колонізацією в регіоні, перебуває в процесі подання заявки на визнання ЮНЕСКО об'єктом Світової спадщини.

## Визначні будівлі
- Школа Яхадут

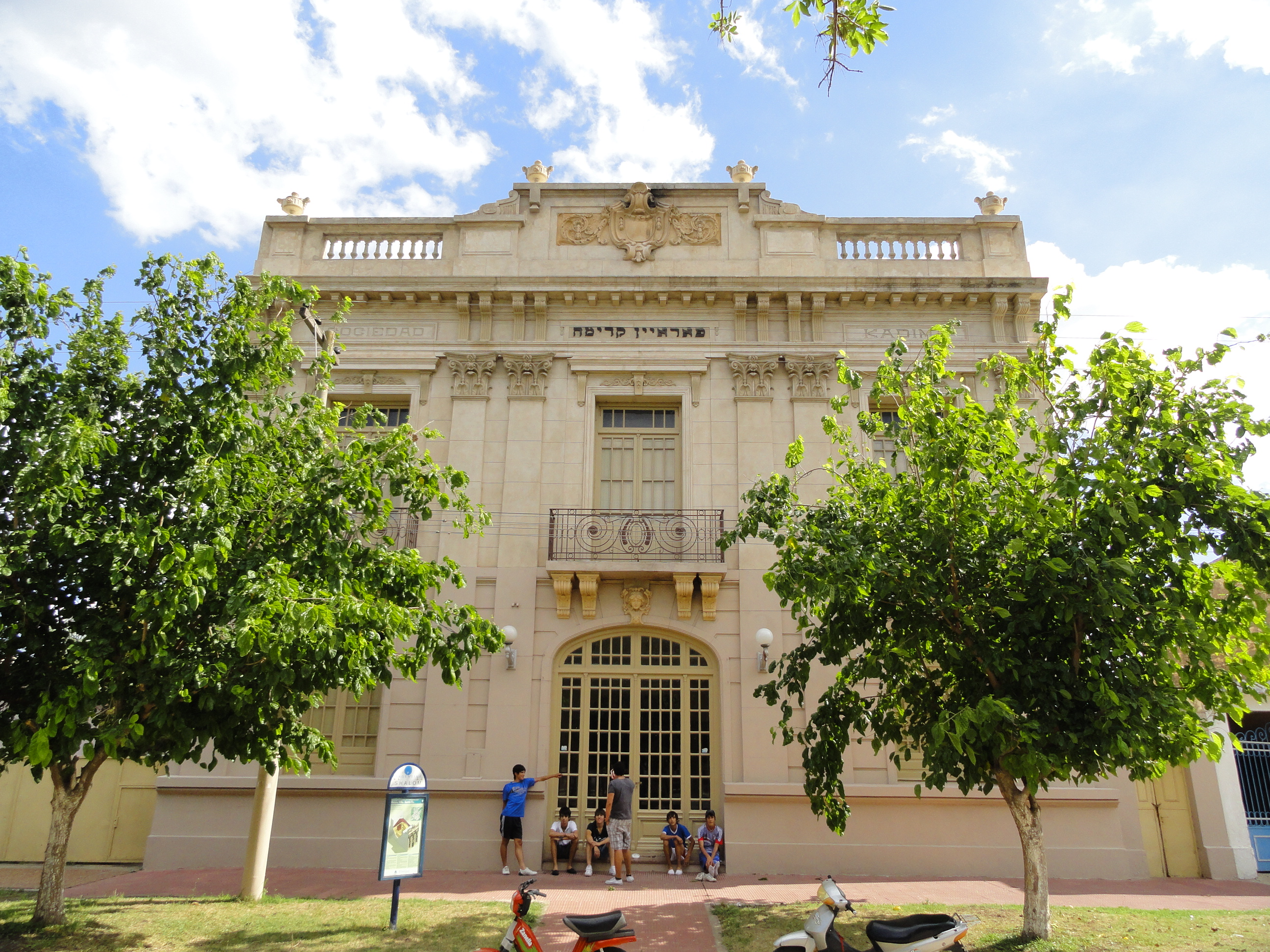
Театр Кадіма
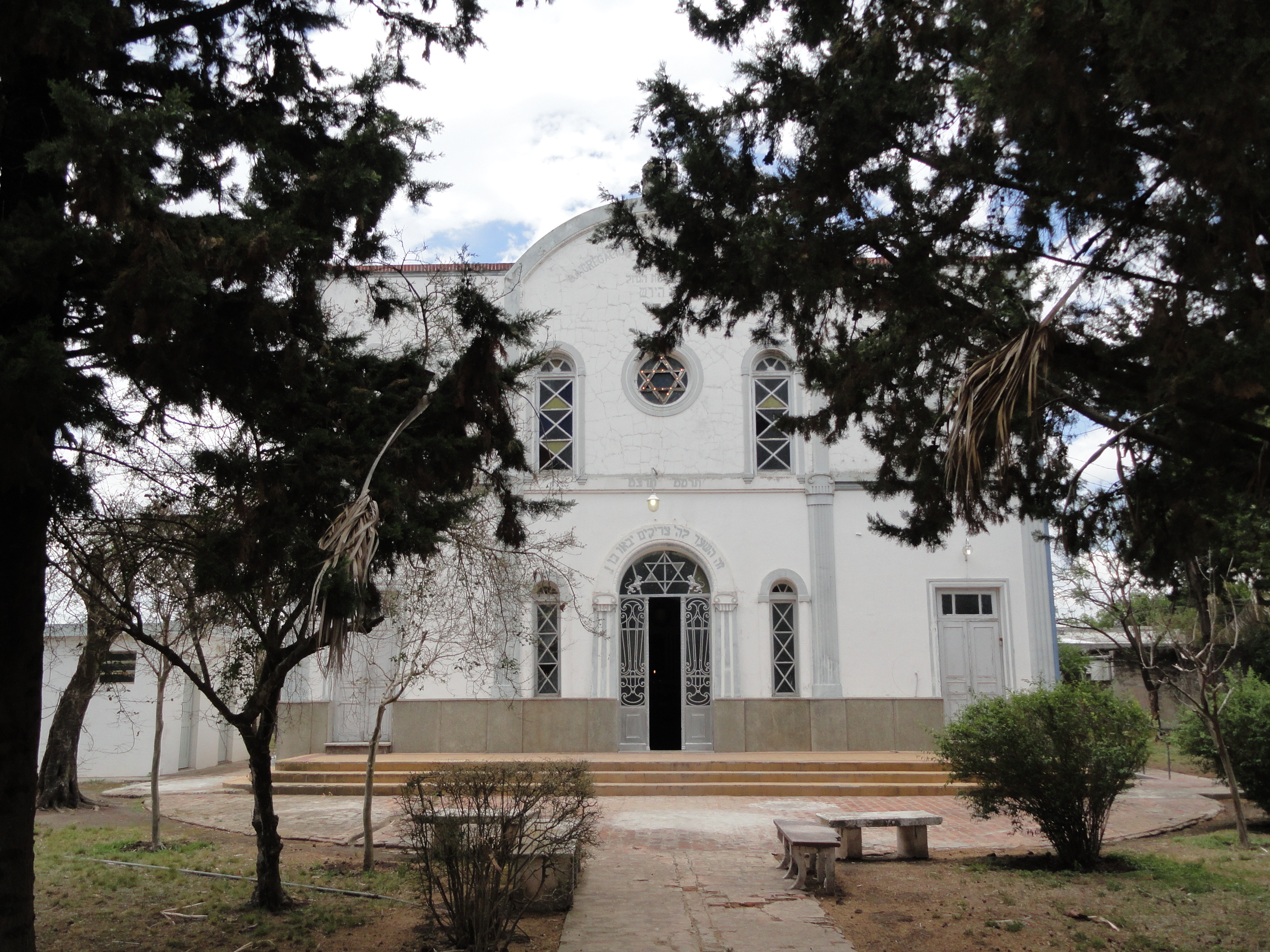
Бібліотека барона Гірша
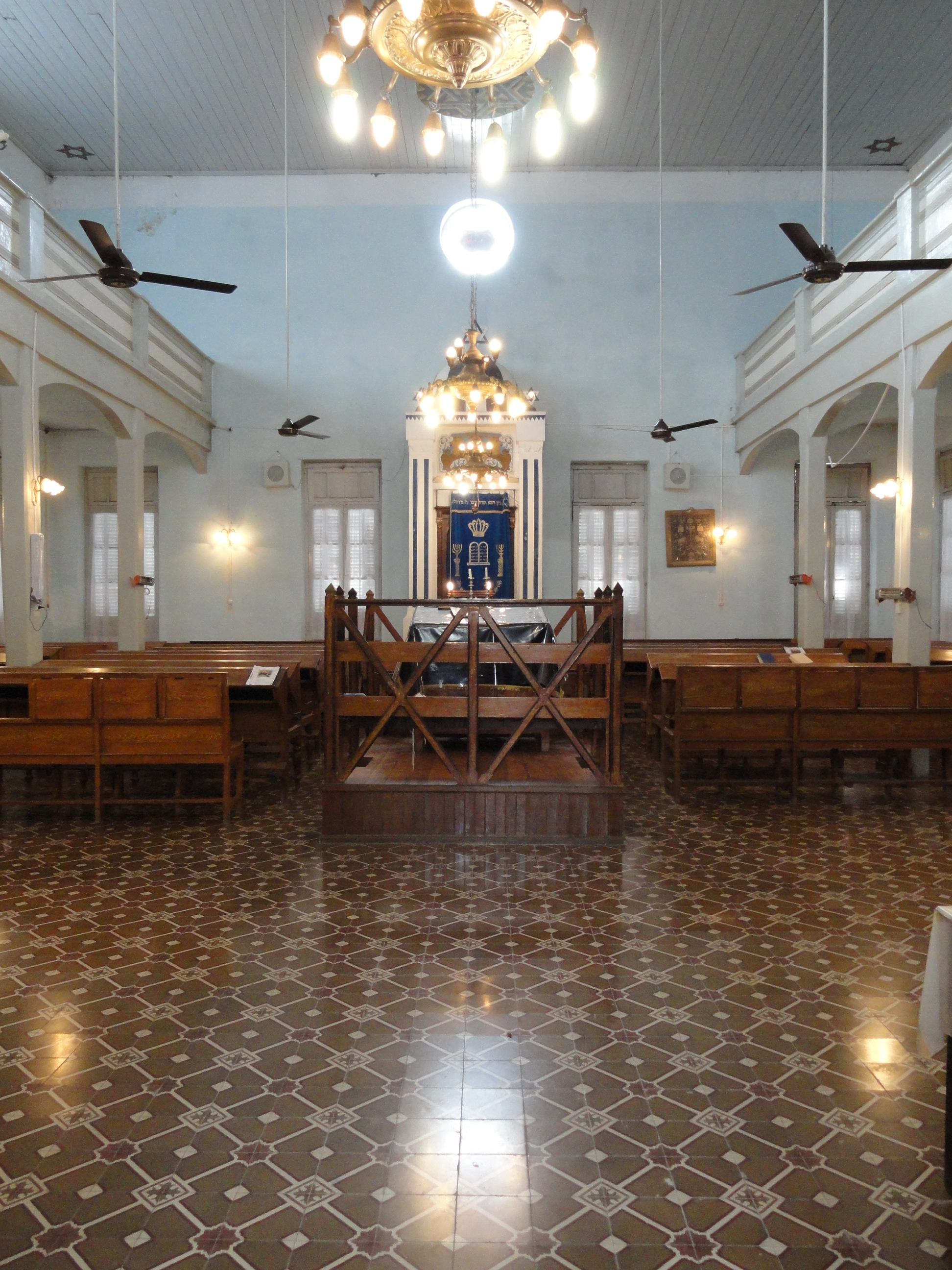
Синагога барона Гірша
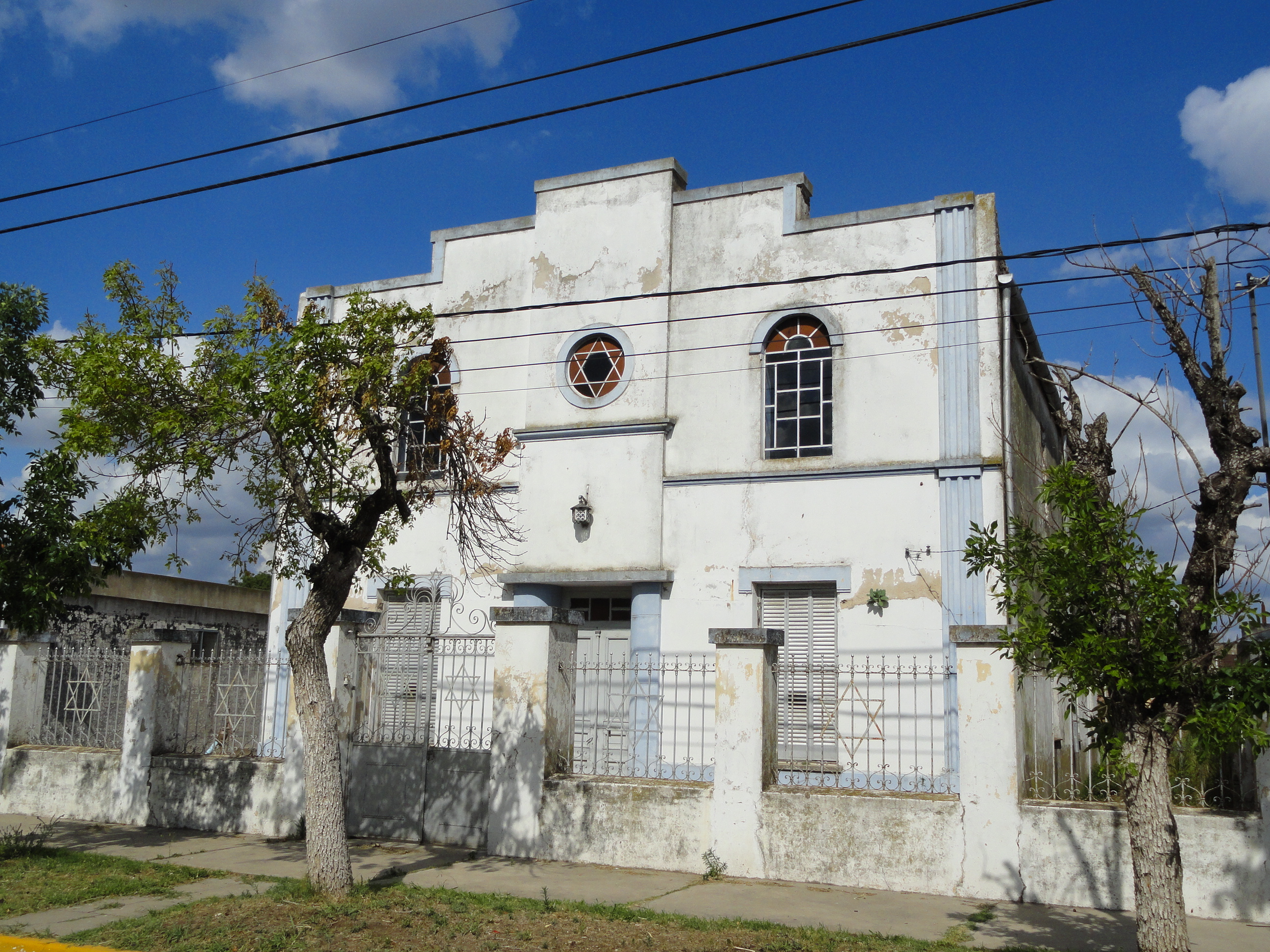
Робітнича синагога (Арбітер Шул)
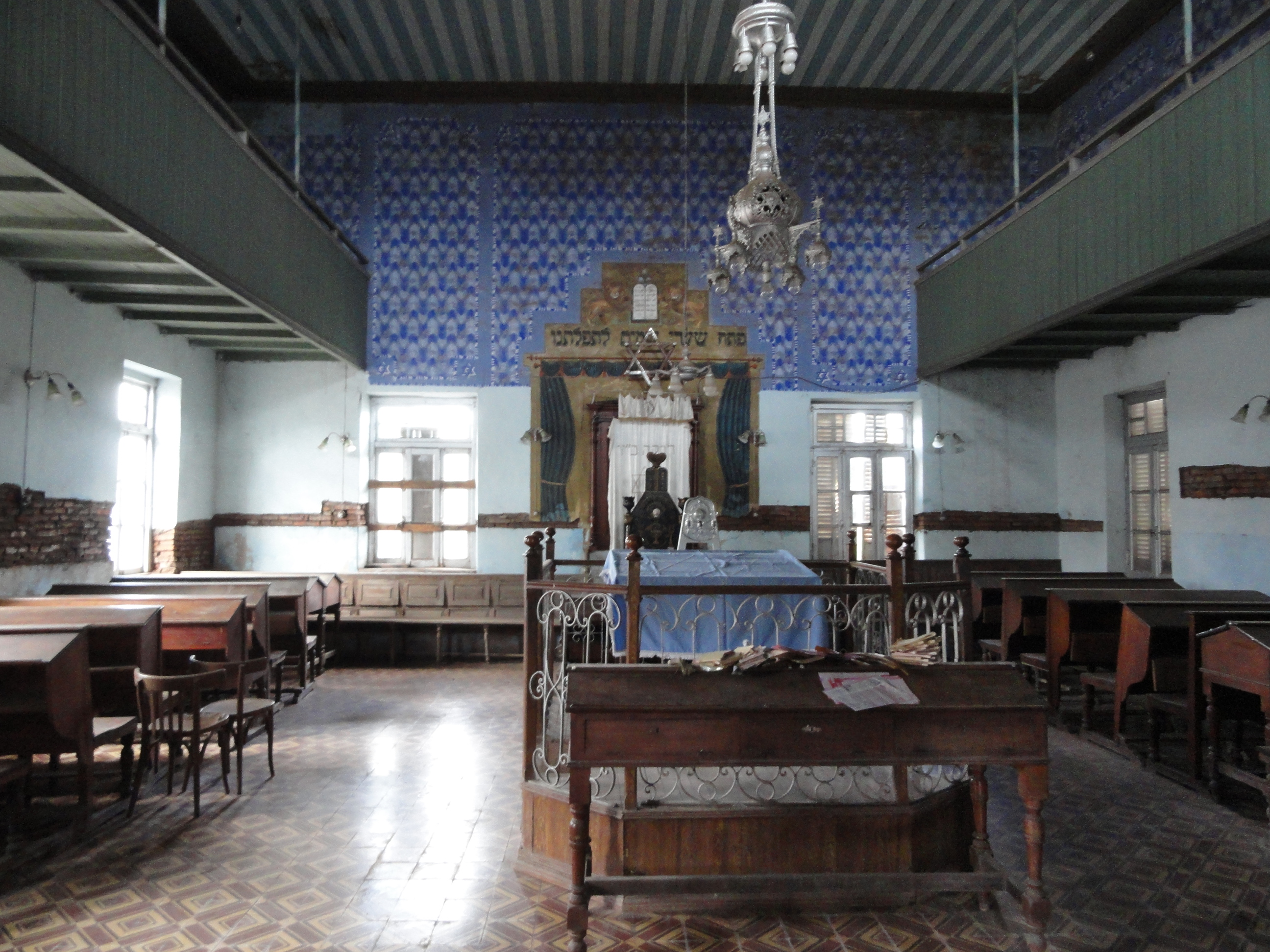
Робітнича синагога
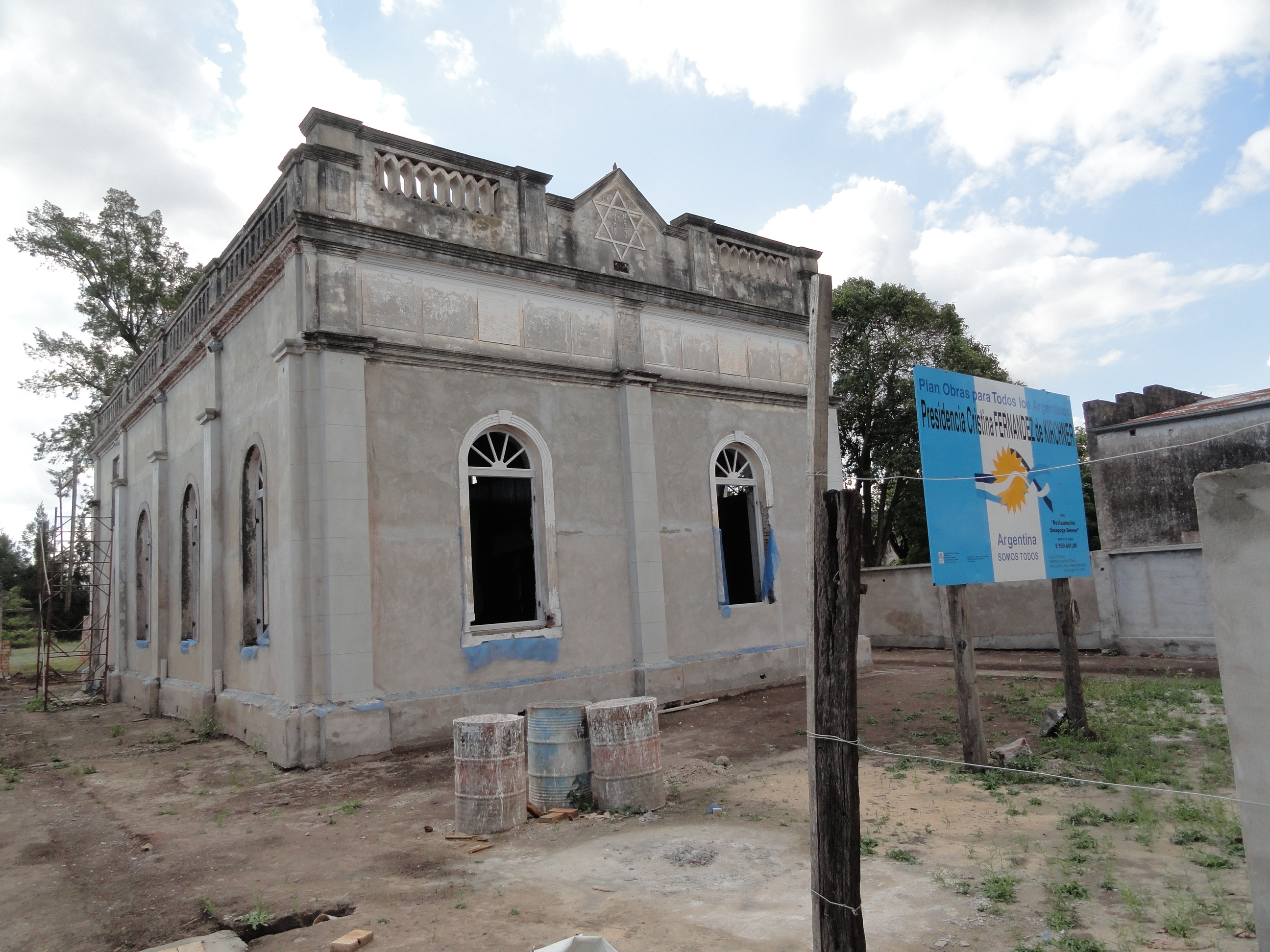
Синагога Бренер під час реставрації 2010 р.
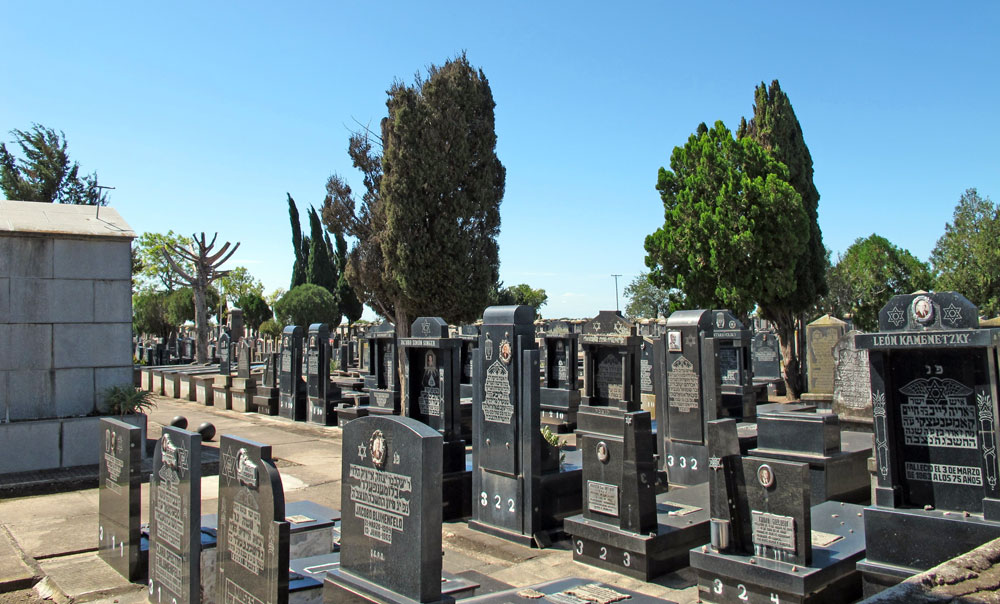
Єврейський цвинтар
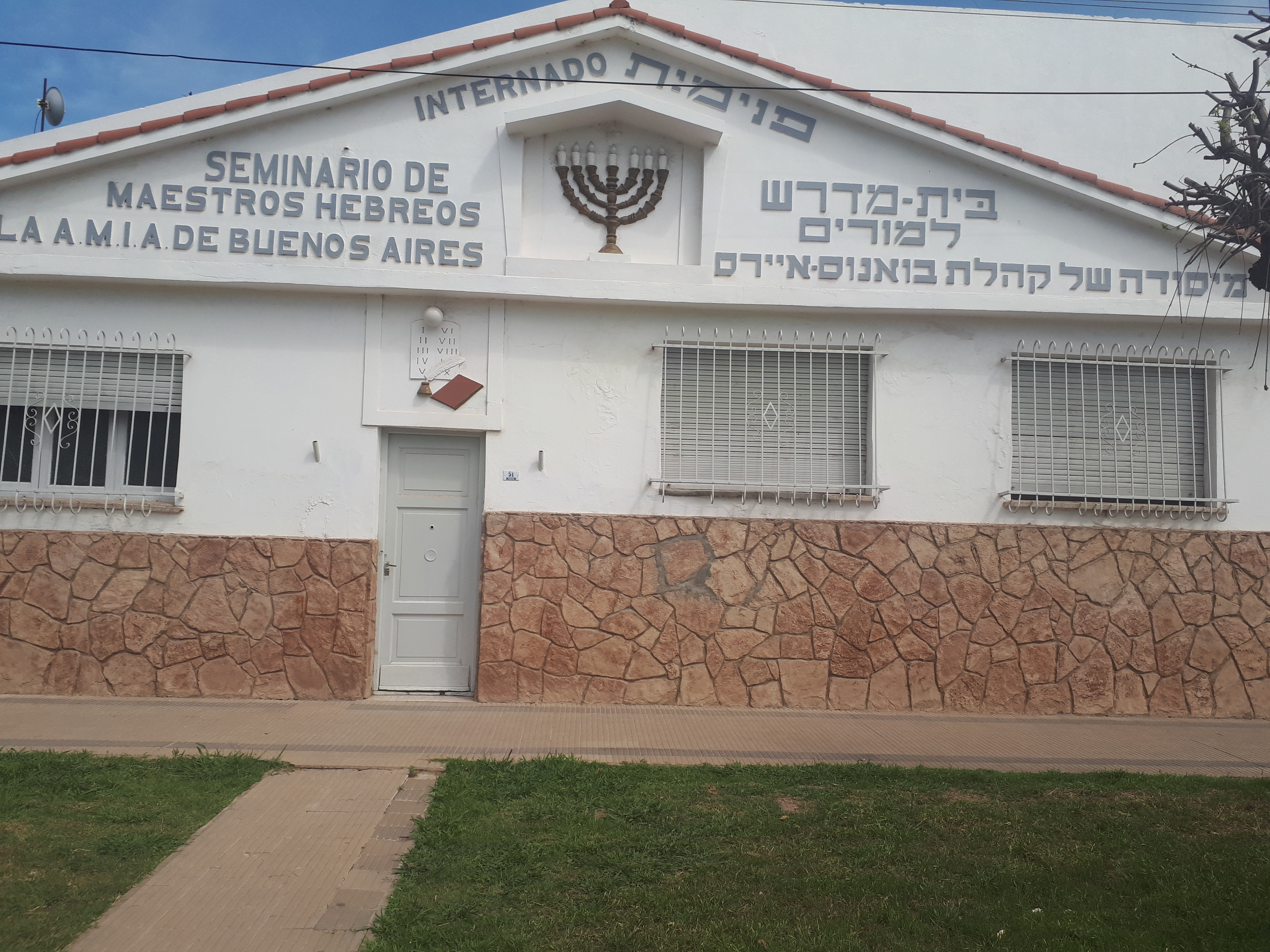
Колишня будівля семінарії вчителів івриту

- Синагоги Арбетер, Барон Гірш і Бренер
- Музей Аарона Г. Голдмана
- Єврейське кладовище
- Місце проживання студентів
- Лікарня

- Театр Кадіма
- Синагога барона Гірша
- Синагога барона Гірша
- Робітнича синагога (Арбітер Шул)
- Робітнича синагога
- Синагога Бренер під час реставрації 2010 р.
- Єврейський цвинтар
- Колишня будівля семінарії вчителів івриту

## Відомі особи
- Міка Фельдман де Ечебеере
- Альберто Герчунофф